# حبيل خوارة (حالمين)

تعديل مصدري - تعديل

حبيل خوارة هي إحدى قرى عزلة حبيل الريدة بمديرية حالمين التابعة لمحافظة لحج، بلغ تعداد سكانها 24 نسمة حسب تعداد اليمن لعام 2004.